# 野々宮神社 (日高市)
野々宮神社（ののみやじんじゃ）は埼玉県日高市の神社。旧社格は村社。

## 概要
- 所在地：埼玉県日高市野々宮146番地

## 沿革
創建年代不明。京都市の野宮神社の分社といわれる。大宝3年（703年）社殿修築。慶安2年（1649年）、江戸幕府将軍徳川家光から社領4石5斗の安堵状を賜る。

## 祭神
天照大神、瓊々杵尊、猿田彦命、倭姫命。

## 境内社
- 特潜神社
  - 特殊潜航艇での戦死者を祀る。
- 山神社

## 文化財
- 野々宮神社の獅子舞（日高市指定民俗文化財）
- 野々宮神社奉納相撲場（日高市指定民俗文化財）

天保2年（1831年）、江戸相撲歳寄行司兼木村庄之助正武により「土俵故実作法」にのっとって作られた土俵。秋にはおらがむらの相撲大会が開催される。